# Терра-Роша (Парана)
Терра-Роша (порт. Terra Roxa) — муниципалитет в Бразилии, входит в штат Парана. Составная часть мезорегиона Запад штата Парана. Входит в экономико-статистический микрорегион Толеду. Население составляет 16 291 человек на 2006 год. Занимает площадь 800,786 км². Плотность населения — 17,1 чел./км².

## Статистика
- Валовой внутренний продукт на 2003 год составляет 192 062 065,00 реалов (данные: Бразильский институт географии и статистики).
- Валовой внутренний продукт на душу населения на 2003 год составляет 12 897,86 реалов (данные: Бразильский институт географии и статистики).
- Индекс развития человеческого потенциала на 2000 год составляет 0,764 (данные: Программа развития ООН).

## География
Климат местности: субтропический.